# Pandemia de COVID-19 na Antártida
A pandemia de COVID-19 na Antártida é parte da pandemia de COVID-19 causada pelo vírus SARS-CoV-2. Por ser remoto, a Antártida foi o último continente a ter casos confirmados de COVID-19 e uma das últimas regiões do mundo afetadas diretamente pela pandemia. Os primeiros casos foram notificados na Base General Bernardo O'Higgins do Exército do Chile, localizada no Território Antártico Chileno, em 21 de dezembro de 2020, quase um ano após os primeiros casos da doença terem sido notificados no resto do mundo. A Antártida tem apenas um hospital para atender às necessidades básicas. Portanto, um surto de COVID-19 poderia ser fatal para a pequena população.

## Cronologia
Em abril de 2020, um navio de cruzeiro com destino à Antártida teve quase 60% dos passageiros com teste de COVID-19 positivo. O cruzeiro parou no Uruguai, onde os passageiros foram autorizados a desembarcar.

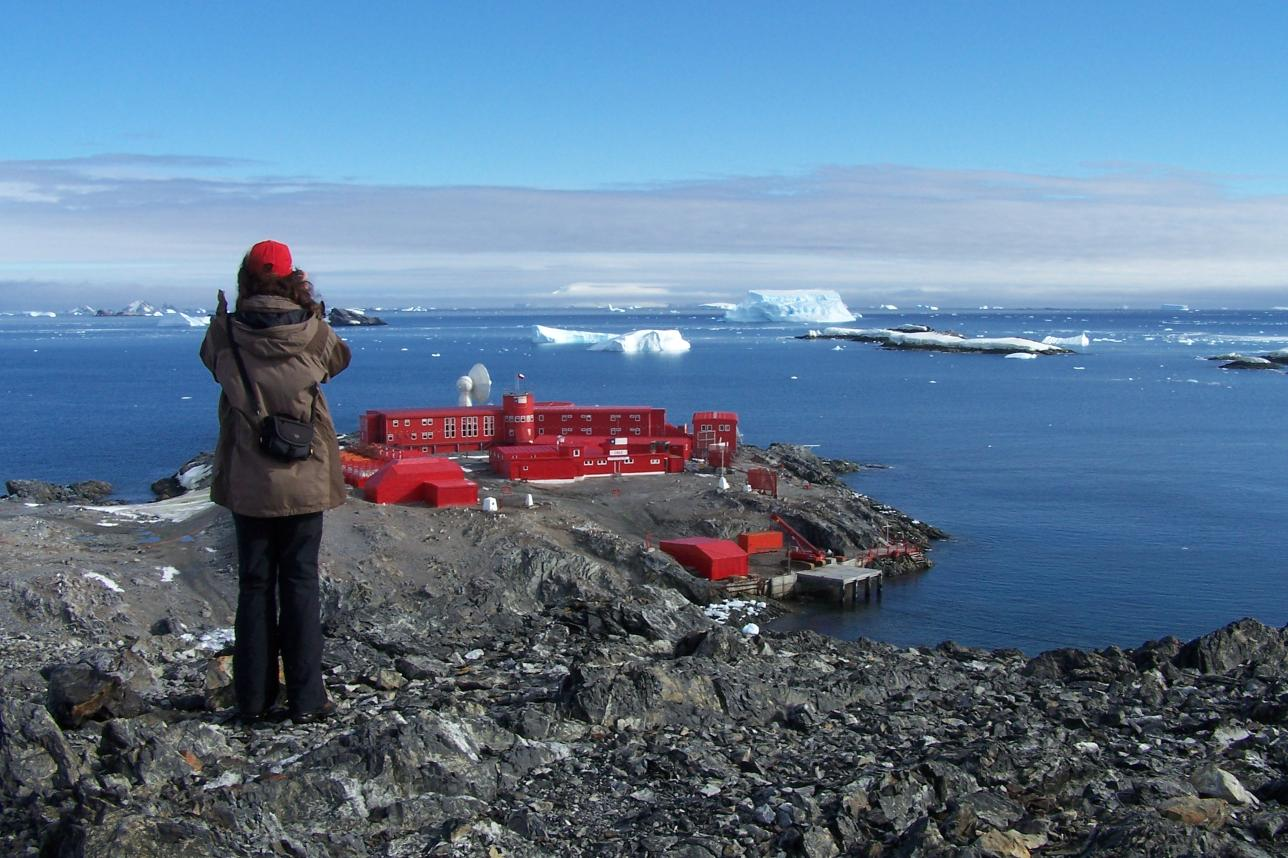
Vista da Base General Bernardo O'Higgins, onde foram registrados os primeiros casos de COVID-19 na Antártida.

Os primeiros casos que são relatados oficialmente na Antártida que passa a ser o ultimo continente a confirmar casos de infecção pela Covid-19 em dezembro de 2020, foram confirmados oficialmente 36 casos de acordo com as autoridades chilenas, o surto afetou a equipe da estação de pesquisa remota da base Bernardo O'Higgins, coordenada pelo Chile, todo o local foi colocado em quarentena depois que os casos foram confirmados.

No dia 14 de dezembro de 2021, o primeiro teste positivo foi registrado em uma equipe que havia chegado sete dias antes na estação de pesquisa belga Princesse Elisabeth. Outros testes revelaram mais dois casos que foram posteriormente evacuados em 23 de dezembro. No entanto, pelo menos 16 dos 25 trabalhadores da Estação Polar Princesa Elisabeth contraíram o vírus. Disse Joseph Cheek, gerente de projeto da International Polar Foundation, à BBC:
"A situação não é dramática. Embora tenha sido um inconveniente colocar em quarentena os membros da equipe que pegaram o vírus, isso não afetou significativamente nosso trabalho na estação em geral. A todos os residentes da estação foi oferecida a opção de partir em voo programado para 12 de janeiro. No entanto, todos manifestaram o desejo de ficar e continuar o seu trabalho"

## Prevenção
Os poucos habitantes do continente estão tomando todas as medidas necessárias para escaparem da pandemia. Disse Alejandro Valenzuela Peña 
"Estamos vivendo em isolamento total. Um isolamento dentro de um isolamento. Aqui, as bases estão adotando as mesmas medidas que cada país determina"

## Vacinação
Em 18 de março de 2021, a Força Aérea Chilena anunciou que vacinou 49 membros de seu estado-maior na Antártida, sendo o primeiro país a iniciar a vacinação contra COVID-19 no continente.
Em 7 de outubro de 2021, as vacinas da Astra-Zeneca chegaram ao continente austral para vacinar 23 membros da equipe que trabalham para o British Antarctic Survey na base de Rothera.

## Estatísticas
| Território                                    | Bases                                                                                        | Países que operam bases            | casos | Mortes | Referências   |
| --------------------------------------------- | -------------------------------------------------------------------------------------------- | ---------------------------------- | ----- | ------ | ------------- |
| Terra Adélia                                  | Estação Dumont d'Urville, Cap Prud Homme                                                     | Itália · França                    | 28    | 0      | [ 18 ]        |
| Antártida Argentina                           | Base Esperanza, Base San Martín, Base Orcadas, Estação Carini, Belgrano II, Base Marambio    | Argentina                          | 42    | 0      | [ 19 ]        |
| Território Antártico Australiano              | Estação Davis, Estação Mawson, Estação Soyuz, Druzhnaya, Zhongshan, Bharati, Vostok ,        | China · Rússia · Índia · Austrália | 58    | 0      | [ 20 ] [ 21 ] |
| Território Antártico Chileno                  | Base General Bernardo O'Higgins Riquelme, Villa Las Estrellas                                | Chile                              | 133   | 0      | [ 22 ] [ 23 ] |
| Terra da Rainha Maud                          | Princess Elisabeth Antarctica, SANAE IV, Estação Princesa Isabel, Estação Tor, Estação Showa | Noruega · Japão · Bélgica          | 73    | 0      | [ 24 ]        |
| Dependência de Ross                           | Estação McMurdo, Estação Zucchelli, Base Scott                                               | Estados Unidos                     | 125   | 0      | [ 25 ] [ 26 ] |
| Terra de Marie Byrd                           | Estação Pólo Sul Amundsen-Scott                                                              | Estados Unidos                     | 8     | 0      | [ 27 ]        |
| Total                                         |                                                                                              |                                    | 467   | 0      |               |
| Última atualização em 8 de fevereiro de 2023. |                                                                                              |                                    |       |        |               |